# Тихонов, Борис Ермилович
Бори́с Ерми́лович Ти́хонов (17 ноября 1919, Тверь — 26 декабря 1977, Москва) — советский композитор, баянист.

## Биография
В 1939 году окончил Московский областной инструкторско-педагогический техникум имени Октябрьской революции по классу баяна В. С. Рожкова. Занимался в музыкальное училище имени Гнесиных по классу Ю. А. Шапорина.
В 1939—1947 годах — баянист Ансамбля песни и пляски при Центральном клубе НКВД СССР. Участник Великой Отечественной войны.
В 1947—1949, 1951—1959 годах — артист эстрадного оркестра Всесоюзного радио под упр. В. Н. Кнушевицкого. В 1947 году впервые в СССР создал инструментальный эстрадный квартет.
В 1949—1951 годах — баянист хореографического ансамбля «Берёзка» под управлением Н. Надеждиной.
В 1959—1961 годах — артист Комитета Совета Министров СССР по радиовещанию и телевидению.
В 1964—1966 годах — солист-баянист и руководитель ансамбля Москонцерта.

## Список произведений
Для оркестра
- поэма «Дорогой отцов» (1967) (сл. Б. Дворного)
- цикл «108 дней, не считая дороги» (сл. О. Волина) (1966)
- сюиты: «Поём Сибирь просторную» (1961), «Тебе, моя любимая» (1961) (обе на сл. В. Кузнецова и В. Семернина);
- Концертная полька (1946)
- полька (1955)
- полька «Огонёк» (1956)
- вальс «Фейерверк» (1959)
- полька (1961)
- «Фантазия» (Пейзаж. Половцы. Всадник) (1966)
- Концертный вальс «В полёте» (1967)
- «Нерльский вальс» (1967)

Для инструментального квартета
«Быстрое движение» (1950), «Галоп» (1951), «Колхозная кадриль» (1954), «Выходной марш инструментального квартета» (1956), «У околицы» (1959), «Юмореска» (1960), «На яхте» (1963), «Песня полей» (1965), «Калязинская кадриль» (1967);
Танго
«Южный берег» (1947), «Вечером» (1956), «Танго» (1957), «Танго» (1959), «На аэродроме» (1964)
Польки
«Карело-финская полька» (обработка) (1951), «Полька» (1955), «Полька» (1956), «Ветерок», «На сенокосе» (1970)
Фокстроты
«Весёлый день» (1946), «Интермеццо» (1946), «Весёлый напев» (1947), «Ручеёк» (1948), «На роликах» (1964), «Под парусом»
Вальсы
«Быстрый вальс» (1946), «Пушинка» (1947), «Тополь» (1947), «Бальный вальс» (1948), «Ветерок» (1948), «Карусель» (1950), «У моря» (1954), «Весенний вальс» (1964, исполнялся в 1-м выпуске мультсериала «Ну, погоди!»), «Вальс ре-минор» (1971)
Марши
«В поход» (1964, исполнялся в 1-м выпуске мультсериала «Ну, погоди!»)
Для одного баяна
«Русская картинка» (1960), «Концертный этюд» (1963), «На перемене» (1968), «Мелодия» (1968), «На афише» (1971), «В ночном» (1971), «Ряженые»(1974), «Концертная пьеса» (1974);
Бальные танцы
«Быстрый танец» (1953), «Русский бальный танец» (1958), «Ёлочка»(1962), «Азовчанка» (1970), «Ку-ка-ре-ку» (1970), «Луноход» (1971), «Влюблённые» (1973);
Песни на слова
- В. Кузнецова — «Сердечная тайна» (1959); «Я иду просёлочком» (1968); «До свиданья, осень» (1962); «Ильич на охоте» (1969); «Алёшка» (1969); «Приезжайте к нам в Калязин» (1970).
- М. Андронова — «Счастье» (1967); «Берёзки» (1967); «Это было в Ленинграде» (1968); «Падают листья» (1968); «В морском заливе» (1968); «Чижик» (1968).
- В. Семернина — «Аннушка» (1961); «Он не просто тракторист» (1961); «Песня о Ярославле» (1963); «Хороши на Урале морозы» (1963); «Голубое Балаково» (1974); «Мой обходчик путевой» (1976).
- И. Казакова — «У старого вяза», «Любушка», «Полюбила я некрасивого», «Колыбельная», «У заветной берёзки» (1959).
- С. Бенке — «Идёт солдат по улице» (1959); «Сокольники» (1959); «Солдаты России» (1967); «Первый снег» (1967); «Зимушка-зима» (1977).
- С. Михалкова — «Уточка» (1955).
- Л. Дербенёва — «Есть любовь негасимая» (1967); «Гудят Олимпийские ветры» (1968); «Оба пляшем и поём» (1960); «Звенигород» (1960).
- Б. Дворного — «Ох, если б вы знали, девчонки» (1965); «Это, друзья, замечательно» (1965); «Снега, снега» (1970); «Нам с тобой не по пути» (1970); «Ты скоро вернёшься» (1968); «Великая Родина наша» (1972).
- Е. Тихоновой-Ивановой — «Рябинушка» (1973); «Снега России» (1976); «Песня о Чапаеве» 1976); «Строгий разговор» (1976); «Я всегда с тобой» (1977).
- Ю. Полухина — «Песенка шофёра» (1959); «Когда восходит месяц»(1960); «Ох, и строг старшина» (1960); «Никитский бульвар» (1961); «Робкий паренёк»; «На Волжском берегу».
- А. Сметанина — «Московские огни» (1959); «Сибирский паренёк» (1959); «Эх, лиха, лиха беда начало» (1959); «Я в России рождена» (1961); «Почему грустит девчонка».